# Aquário

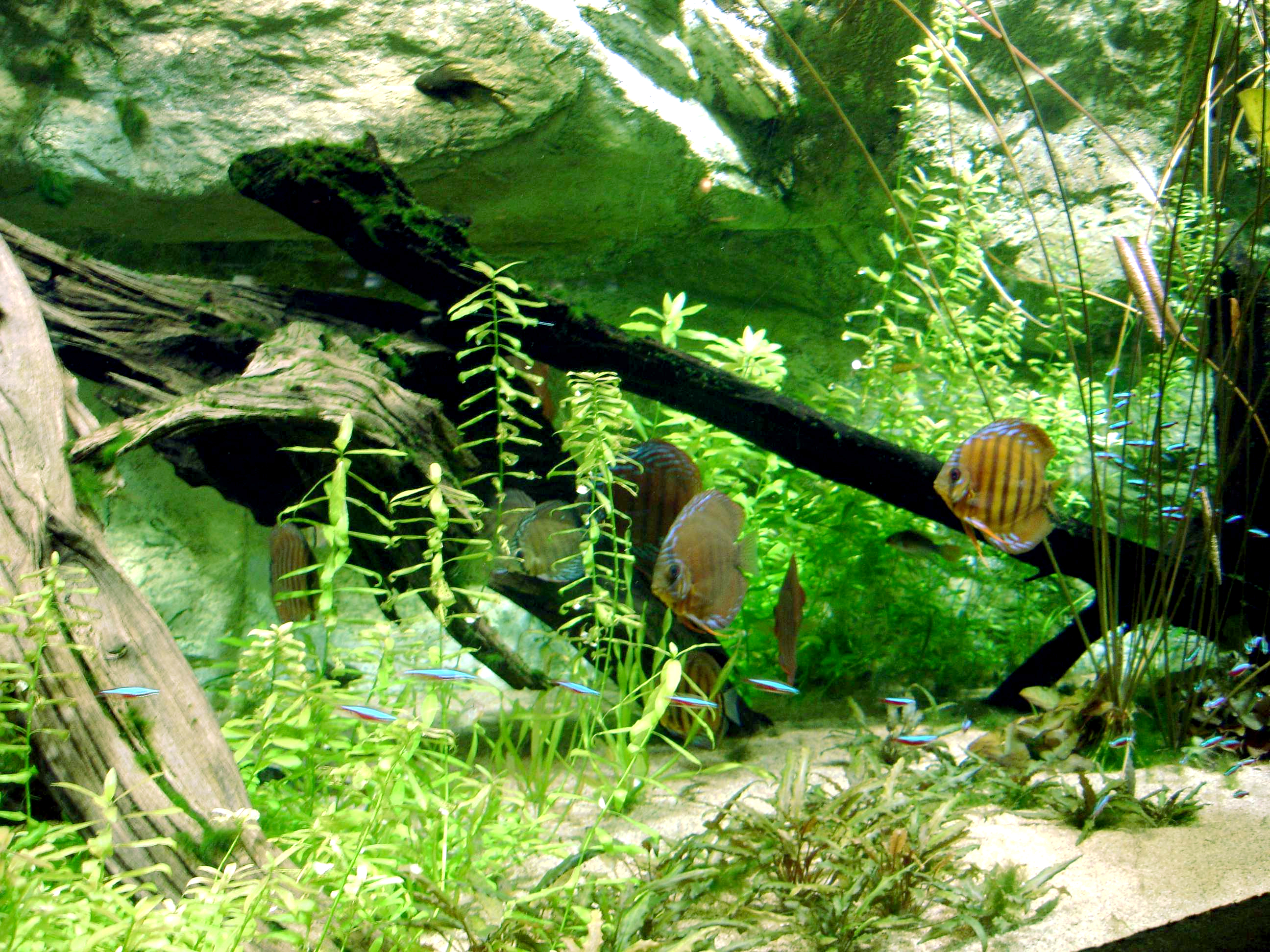
Aquário tropical de água doce de biótopo típico da região do rio Amazonas.

Um aquário é um recipiente capaz de conter água, possuindo pelo menos uma de suas paredes feita de algum material transparente, geralmente vidro ou acrílico. Além disso, é dotado dos componentes mecânicos que tornam possível a recriação de ambientes subaquáticos de água doce, do mar ou salobra e a manutenção de formas de vida correspondentes a estes ambientes, como peixes, invertebrados, plantas, etc. Os aquários mais básicos são de planta rectangular, composta por paredes de vidro coladas com silicone neutro.
O antigo conceito de aquário como sendo uma simples bola de vidro com uma abertura circular em cima e fundo plano, na qual se mantinham peixinhos coloridos em água, foi largamente ultrapassado. As condições ambientais não eram, neste caso, controladas e para manter os animais vivos a água tinha de ser trocada em períodos regulares por água limpa e sem cloro, já que não possuíam nenhum sistema técnico de filtragem desta.

## História e desenvolvimento

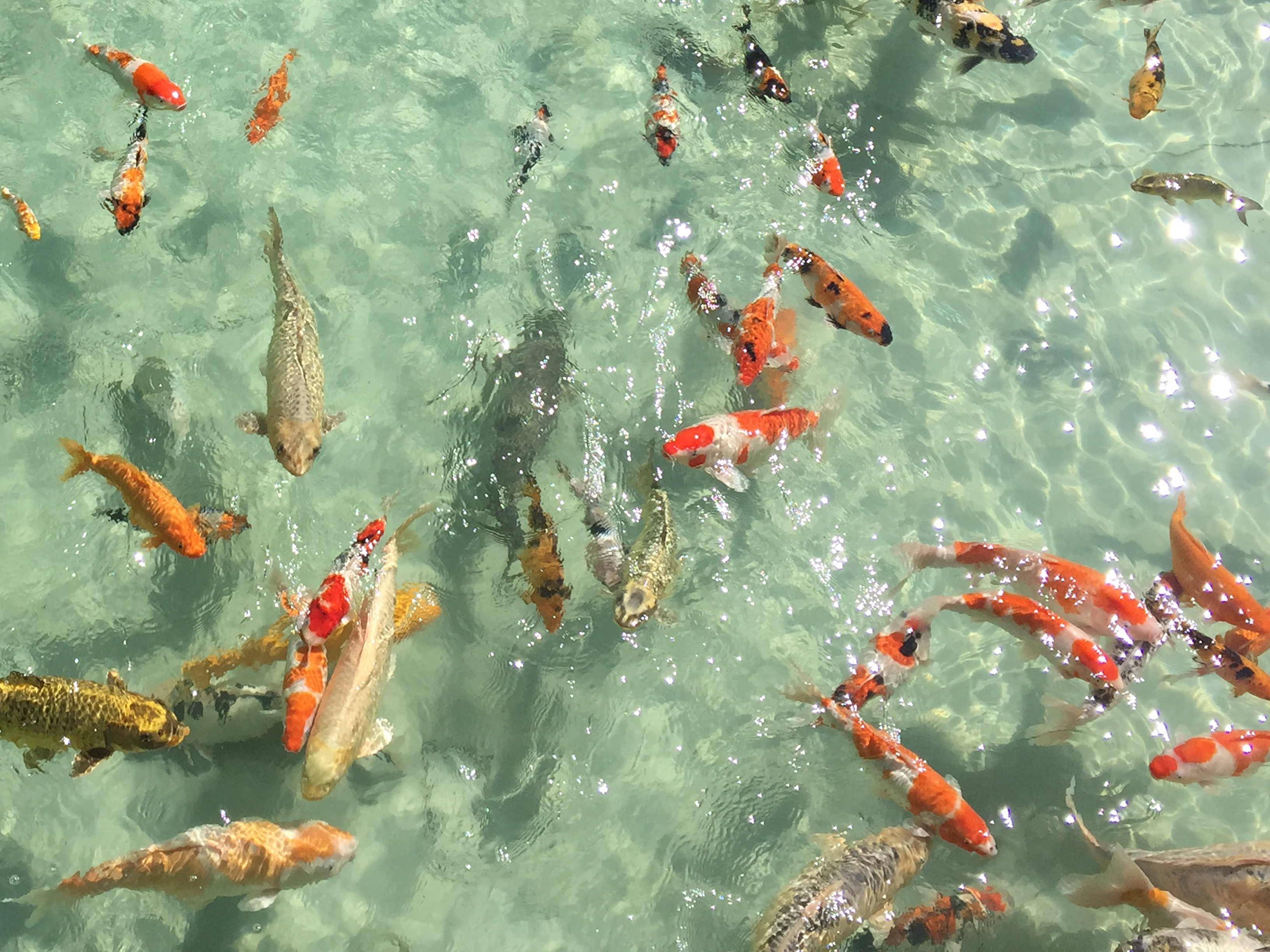
O koi foi criado em tanques decorativos durante séculos na China e no Japão.

### Etimologia
A palavra "aquário" resulta da junção do termo latino aqua, que significa água, com o sufixo -rium, que significa "lugar" ou "edifício".

### Práticas antigas
A criação de peixes em lugares fechados ou artificiais é uma prática muito antiga. Os antigos sumérios eram conhecidos por manter peixes em tanques antes de prepará-los para comer. Acredita-se que na China a reprodução seletiva de carpas, que derivou nos hoje populares koi (Cyprinus carpio) e peixinho-dourado (Carassius auratus), tenha começado há mais de 2000 anos. Foram encontradas descrições do peixe sagrado Oxyrhynchus na arte do Antigo Egito. Muitas outras culturas também têm uma história de criação de peixes, tanto com propósitos funcionais como decorativos. Os chineses desfrutavam dos peixes coloridos em recipientes de cerâmica grandes, durante a dinastia Song.

### Recipiente de vidro
O conceito de aquário, pensado como objeto de observação de peixes, na forma de tanque fechado e transparente, guardado em interiores, surgiu apenas recentemente. No entanto, é difícil definir a data exata deste desenvolvimento. No século XVIII, o biólogo Abraham Trembley conservou uma hidra que encontrou nos canais do jardim "Sorgvliet", nos Países Baixos, em grandes recipientes cilíndricos de vidro para seu estudo, considerando-se que o conceito de manter vida aquática em compartimentos de vidro data de então.

## Fabricação
Os aquários possuem pelo menos uma parede transparente, de vidro ou plástico (geralmente, acrílico).
Ainda que existam aquários cuja estrutura é de poliéster, de concreto ou outros materiais, os mais comuns são de vidro. Nas últimas décadas têm sido muito explorados materiais plásticos, como o acrílico. Estes, são mais leves e resistentes, mas ficam amarelos com o tempo, não sendo, por isso, muito recomendados. Até à década de 1970 a maioria dos aquários de vidro eram acoplados com metal, mas, hoje, são unidos simplesmente com silicone. Este silicone deve ser do tipo acético, sem aditivos do tipo antimofo ou outros, e, preferencialmente, de cor preta, para que não se note a coloração e não haja desenvolvimento de algas que, com o tempo, vão aparecendo. Ademais, é um silicone próprio para aquários, que não causará toxicidade em sua fauna.

## Tipos
De maneira geral, e segundo a concentração de sais minerais na água, os aquários se dividem em:
- Aquários de água doce - simula um ambiente lacustre ou fluvial. (concentração de sais < 0,5%)
- Aquários de água salgada - simula um ambiente marinho ou oceânico. (concentração de sais 0,5% - 18%)
- Aquários de água salobra - simula os ambientes intermediários quanto à salinidade, por exemplo lagunas e estuários. (concentração de sais < 0,5% - 5%)

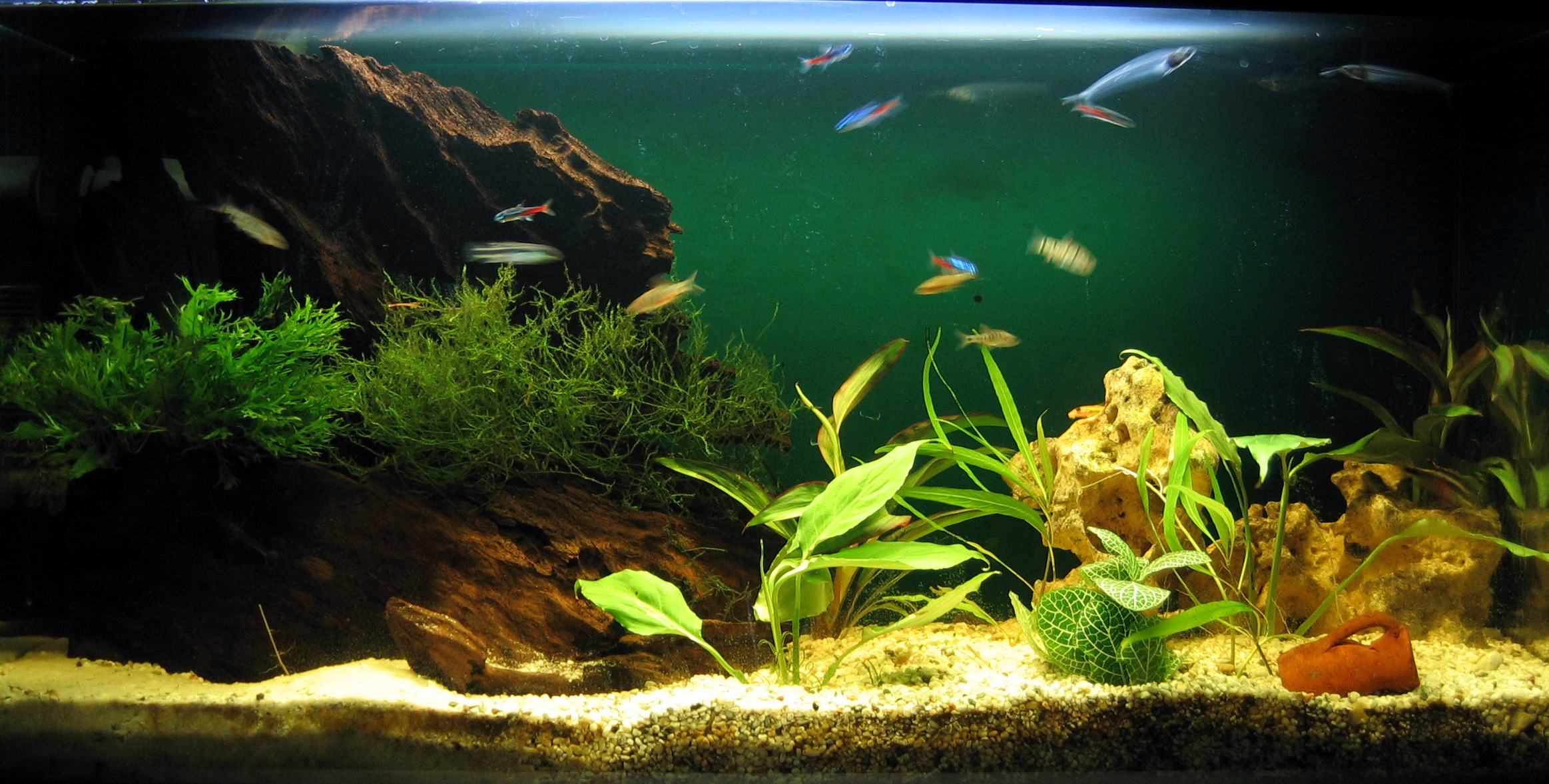
Aquário caseiro comunitário com diferentes peixes e plantas.

Mas, mais detalhadamente, a aquariofilia distingue vários tipos de aquários segundo a finalidade:
- Aquário comunitário - onde vivem peixes e plantas de diversas espécies, independente de seu lugar de origem. Obviamente se agrupam tendo em conta que as características ambientais que precisam são as mesmas.
- Aquário de espécie individual ou específico - são aquários destinados à criação de uma determinada espécie de peixe. Este aquário requer um ambiente muito específico, adequado ao peixe. Diferencia-se do aquário de criação onde não há fins de seleção por raça ou comerciais.
- Aquário de biótopo - onde estão reunidos peixes e plantas que pertencem a um mesmo habitat, com o fim de recriar um determinado ambiente.
- Aquário de reprodução - suas condições ambientais tratam de facilitar a reprodução de uma ou várias espécies de peixe.
- Aquário de criação - destinado à criação de uma só espécie de peixe por motivos de seleção de raça ou com fins comerciais.
- Aquário holandês - é um tipo especial de aquário, que tem sua origem na década de 1970. Caracteriza-se pelo cultivo de plantas aquáticas segundo conceitos estéticos ocidentais, procurando simetrias e geometrias de cores, formas e texturas, cobrindo quase todo o tanque, não tendo, frequentemente, presença de peixes, já que as plantas são o principal atrativo.
- Aquário nature - trata-se também de um aquário plantado, seguindo a estética japonesa, relacionando-se com representações simbólicas de aspectos da natureza e procurando um equilíbrio orgânico entre os vários elementos. Este estilo foi fortemente impulsionado por Takashi Amano nos início dos anos 90.

Por último, atendendo à temperatura da água, podemos distinguir dois tipos de aquários:
- No aquário de água fria a temperatura oscila entre 18 °C e 22 °C, aproximadamente. Durante os meses de inverno, uma resistência elétrica impede que a temperatura seja menor que 15 °C. É utilizado, sobretudo, para espécies de peixes exóticos resistentes.
- Num aquário tropical a concentração de sais na água é indiferente, podendo esta ser tanto doce como salgada ou salobra. A água é aquecida por um sistema de termorregulação. A temperatura deve estar entre 23 °C e 28 °C, aproximadamente, graças ao uso de resistências elétricas e de um regulador, o termostato.

## Acessórios

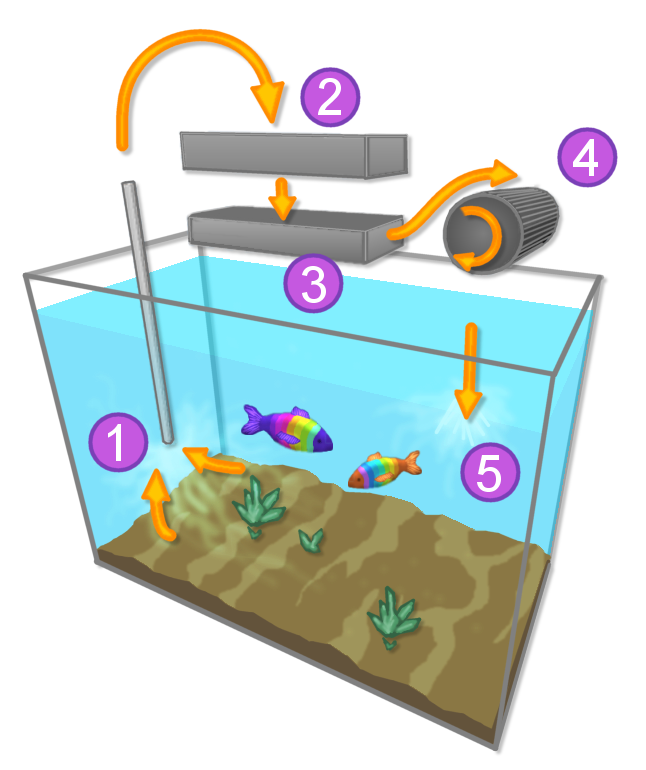
Sistema de filtração em um aquário típico: (1) Entrada. (2) Filtração mecânica. (3) Filtração de carbono ativo. (4) Meio de filtração biológica. (5) Saída para o reservatório.

É possível conservar peixes vivos por um certo tempo em um pouco de água sem qualquer ajuda tecnológica, mas as condições de vida dos peixes serão muito más. Por isso todo aquário deve ser equipado corretamente.

### Filtração
É vital que a água do aquário circule, para que se liberte de impurezas e esteja biologicamente depurada. Para fazer isso, é utilizada uma bomba de água, que força a movimentação da água através de elementos filtrantes. A filtração se divide em diversas etapas:
- Filtração biológica, realizada por bactérias aeróbias que convertem a amônia produzida pelos peixes em nitritos e estes em nitratos (ver ciclo do azoto nos aquários).
- Filtração mecânica, realizada por esponjas, mantas ou outros elementos filtrantes que retém partículas sólidas da água.
- Filtração química, realizada por carvão ativado ou resinas específicas, têm o objetivo de remover substâncias tóxicas da água como o cloro, os metais pesados entre outros. Pode ser usada para remover também compostos nitrogenados como a amônia, os nitritos e os nitratos.
- Filtração com lâmpada de ultravioleta, tem por objetivo esterilizar a água, eliminando certos microorganismos indesejáveis como algumas algas microscópicas, fungos e protozoários.

A mistura da água tem também uma função oxigenadora e permite recriar certos meios ambientes agitados.

### Iluminação
A fim de se observarem bem os peixes, de lhes dar um ritmo de vida diário e de assegurar a fotossíntese das plantas, um aquário deve ser iluminado corretamente.
O método aparentemente mais simples é a utilização da luz do dia, mas isto comporta numerosos inconvenientes: promove o desenvolvimento de algas filamentosas pela falta de controle da intensidade da luz, os peixes terão as cores mais fracas etc.
Por essas razões, deve-se iluminar o aquário por meio de lâmpadas, habitualmente reguladas por um relógio ou cronómetro que as faz funcionar de 10 a 12 horas por dia. O melhor método é utilizar lâmpadas fluorescentes hortícolas ou outras lâmpadas especiais adaptadas às necessidades das plantas, tanto em qualidade quanto em quantidade.
Para aquários plantados há diversas discussões sobre o melhor tipo de iluminação, mas basicamente o melhor é o que faça a conjunção de lâmpadas de cor branca (6 400k) com lâmpadas para horticultura (18 000k).
Fluorescentes comuns, tubulares, T5 ou T8 e lâmpadas de vapor metálico (HQI) são os tipos mais utilizados, sendo que a última (HQI) é a que produz melhores resultados, mas é indicada apenas para aquários grandes.
Um cálculo básico para a manutenção de plantas com alta exigência luminosa em um aquário são os watts/litro, um aquário bem iluminado deve ter 1 watt/litro, já um aquário designado para manter plantas com menos exigência luminosa podem ter no mínimo 0,5 watts/litro. Lembrando se de que iluminação é um dos fatores, mas não o único, para a manutenção de plantas. Deve haver um equilíbrio entre iluminação, substrato fértil, fertilização líquida e injeção de CO2 ou outras fontes de carbono.

### Climatização
Para manter uma temperatura tropical, que convém aos peixes exóticos, é preciso utilizar sistemas de climatização compostos por uma resistência elétrica e um termostato. No caso de peixes de água fria, o procedimento é inverso, é preciso utilizar um sistema de refrigeração.

## População

### Solo
O solo do aquário deve ser coberto de cascalho fino. Alguns centímetros são suficientes para permitir a fixação das plantas.
No caso de um aquário no qual o objetivo é manter muitas plantas é preferível utilizar um solo fertilizado. Há as opções industrializadas e também soluções caseiras, como húmus de minhoca, diversos tipos de terras e laterita (fonte de ferro), desde que previamente tratados.
Em caso de água doce (com a exceção de peixes que necessitem essas características da água, como, por exemplo, os peixes dos lagos africanos), deve-se evitar as substâncias calcárias, enquanto no aquário de água do mar deve-se adotar a areia coralina, que permite estabilizar as características da água em valores adequados para esse sistema. Convém prescindir de areias artificiais, assim como de pedras pintadas.

### Água

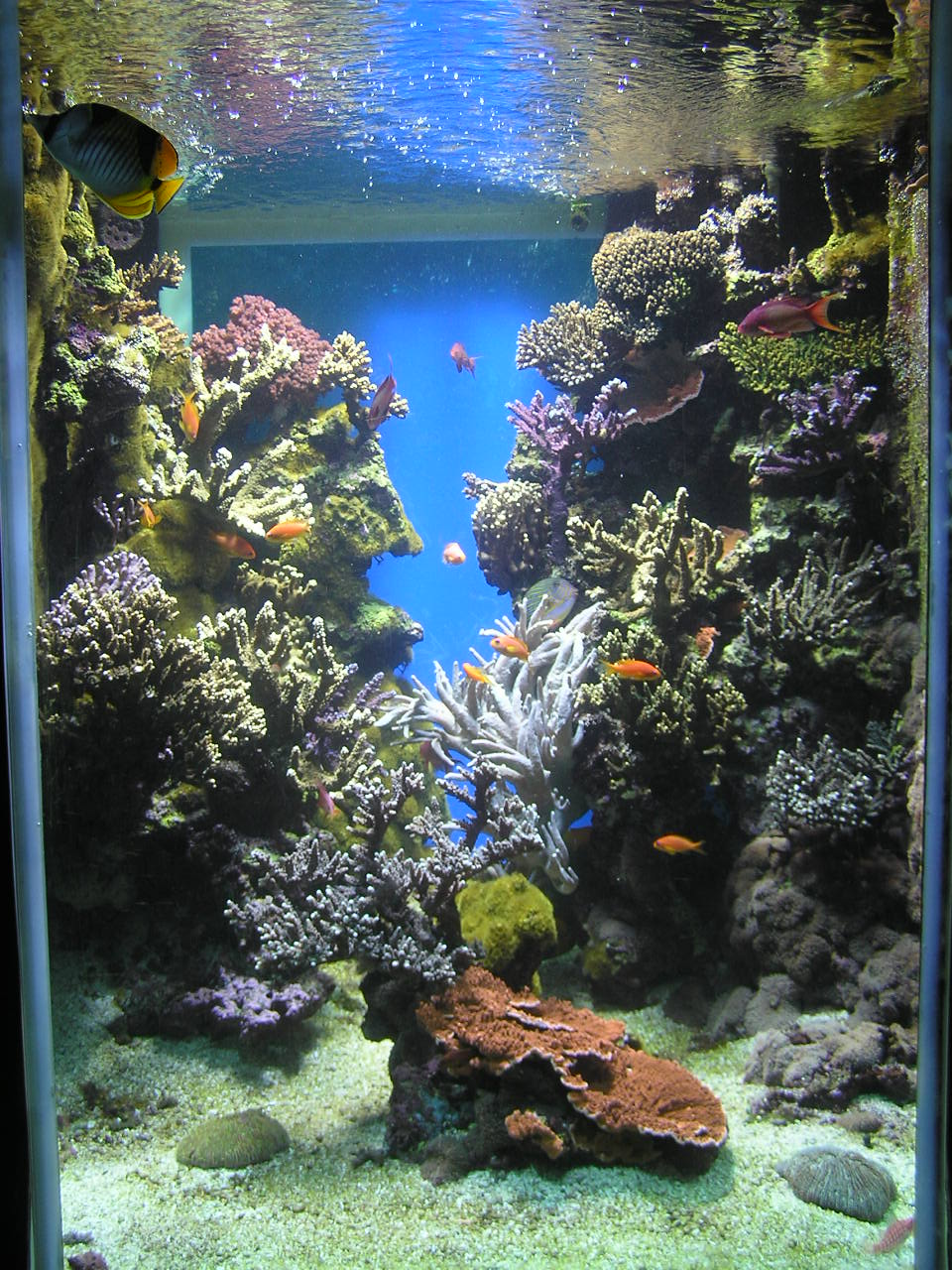
Um aquário marinho.

A água pode ser da torneira, desde que seja adaptada às necessidades dos organismos que a habitarão.
- Os peixes de água muito doce (bacia do rio Amazonas, por exemplo) necessitam, geralmente, de água branda (com um conteúdo muito escasso de sólidos dissolvidos) e ácida. Pode-se abrandar a água através de um filtro de osmose inversa, enquanto que para acidificá-la são empregados diversos produtos químicos ou é colocada uma pequena quantidade de turfa no sistema de filtração.
- Os peixes de águas duras (lago Malawi, por exemplo) requerem uma adição de sais especiais, como pedras calcárias.
- Os peixes de água do mar necessitam de um suplemento de sal, de preferência combinado com água corretamente depurada, por exemplo por osmose.

No caso de uma água de torneira clorada ou que contenha metais pesados, existem no mercado produtos neutralizantes que podem melhorar sua qualidade. É igualmente possível liberar o cloro deixando repousar a água em um recipiente aberto por alguns dias antes de sua utilização.

### Decoração
Todos os tipos de decoração são possíveis.
Os materiais naturais ou de aparência natural, como cortiça e raízes de turfeira, são preferíveis para este efeito. Em relação às raízes de turfeira, pode ser conveniente fervê-las antes de colocá-las na água, para que liberem o tanino que poderia turvar a água.
Certas espécies gostam de se esconder ou utilizam seu meio para pôr e proteger seus ovos. É conveniente, então, fazer pequenos esconderijos com pedras (pode-se utilizar também a metade de um coco ou um vaso de flores, de antemão bem limpos).
O vidro traseiro do aquário pode ser mascarado por uma decoração de poliéster resinado ou por um poster que represente o ambiente do aquário, a fim de aumentar o efeito de profundidade.

### Plantas
Antes de introduzir as plantas no aquário, deve-se submergir uns minutos em uma solução desinfetante, como, por exemplo, permanganato de potássio, para eliminar os hospedeiros prejudiciais, como caracóis e hidras.
Nos aquários de água doce, o excesso de plantas impede a reciclagem dos desperdícios nitrogenados. Já para os de água do mar, uma planta muito encontrada é a Caulerpa, facilmente encontrada no mercado especializado.

### Animais
Além dos peixes, os aquários podem comportar alguns invertebrados. Nos de água doce são comuns os gastrópodes e outros moluscos. Nos de água do mar podem-se ver ouriços-do-mar, anêmonas, espirógrafos, corais, esponjas e muitos outros. Contudo, a superpopulação do aquário deve ser um fator sob constante observação.

## Manutenção

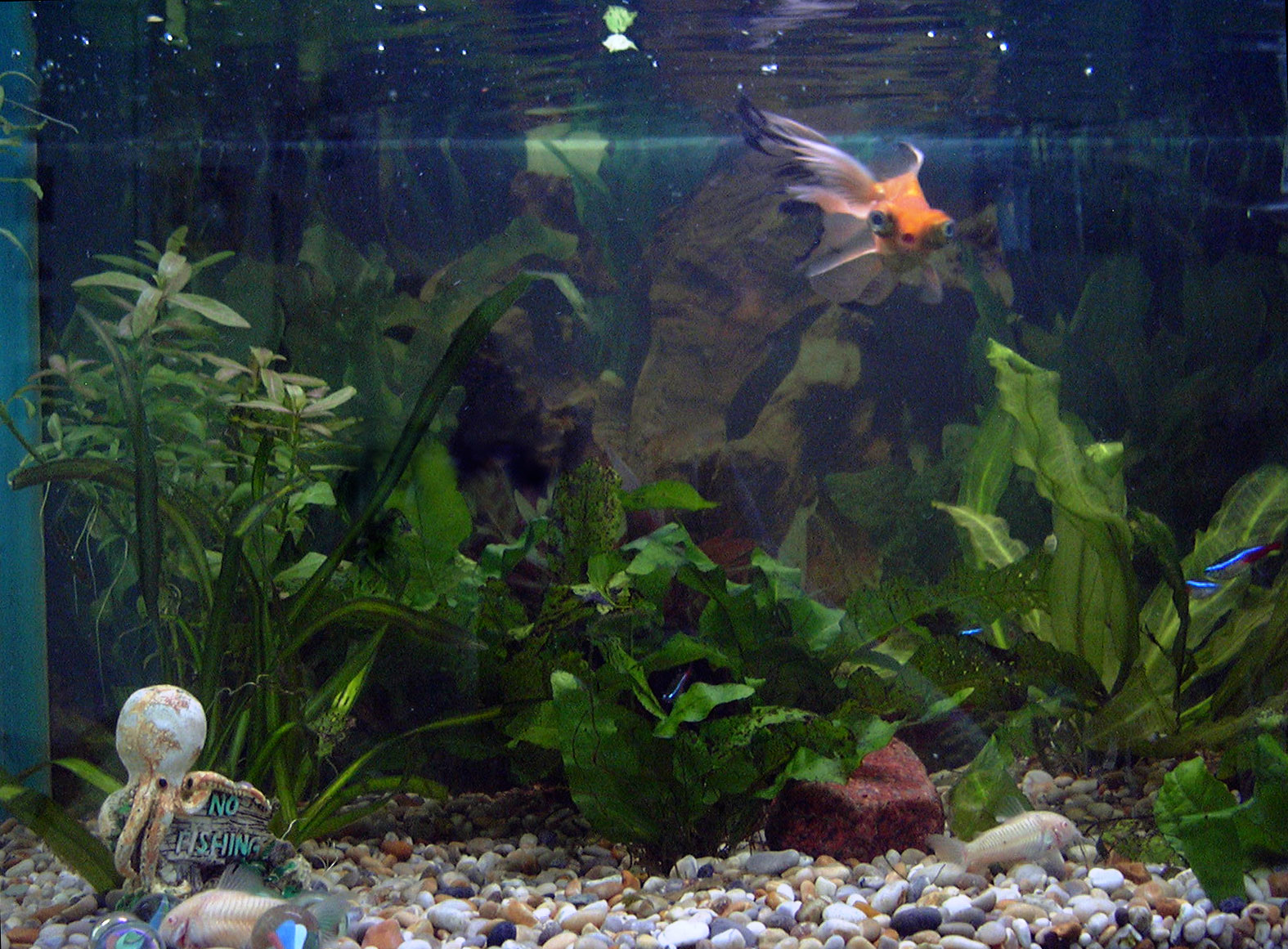
Aquário caseiro.

### Instalação e manutenção regular
Um aquário corretamente instalado e povoado requer pouca manutenção.
- Renovação da água - uma troca regular de uma parte da água, normalmente o equivalente a 20% do todo a cada duas semanas, o que permite eliminar os desperdícios orgânicos. O processo é feito, geralmente, por sifonagem, aspirando a água próxima ao solo, a fim de eliminar, pela mesma operação, os desperdícios orgânicos.
- Limpeza das paredes - uma esponja é capaz de devolver a transparência original do vidro.
- Limpeza das plantas - as plantas com algas devem ser limpas à mão.
- Limpeza do solo - é possível transportando as pedras ou areia para outro recipiente, onde serão extraídas as impurezas através de água corrente.
- Adubar as plantas - Em um ambiente fechado, como é um aquário, deve se procurar atender as necessidades de cada componente vivo, tendo em vista, também os produtos resultantes de sua degradação. Em aquários comunitários, com espécies menos exigentes, é possível a utilização de pastilhas com fertilizantes nas raízes das plantas. Já em aquários plantados, como Holandeses ou Nature, é praticamente indispensável a suplementação com CO2, macronutrientes, e micronutrientes, enquanto que no substrato, em geral, usa-se, basicamente, adubo orgânico, geralmente em associação com substâncias com alta capacidade de troca catiônica (CTC).
- Alimentação dos peixes - à base de alimentos frescos, congelados ou vivos, um exemplo é o uso de paramécios para alimentação de peixes de água doce pequenos ou recém nascidos.

#### Renovação da água

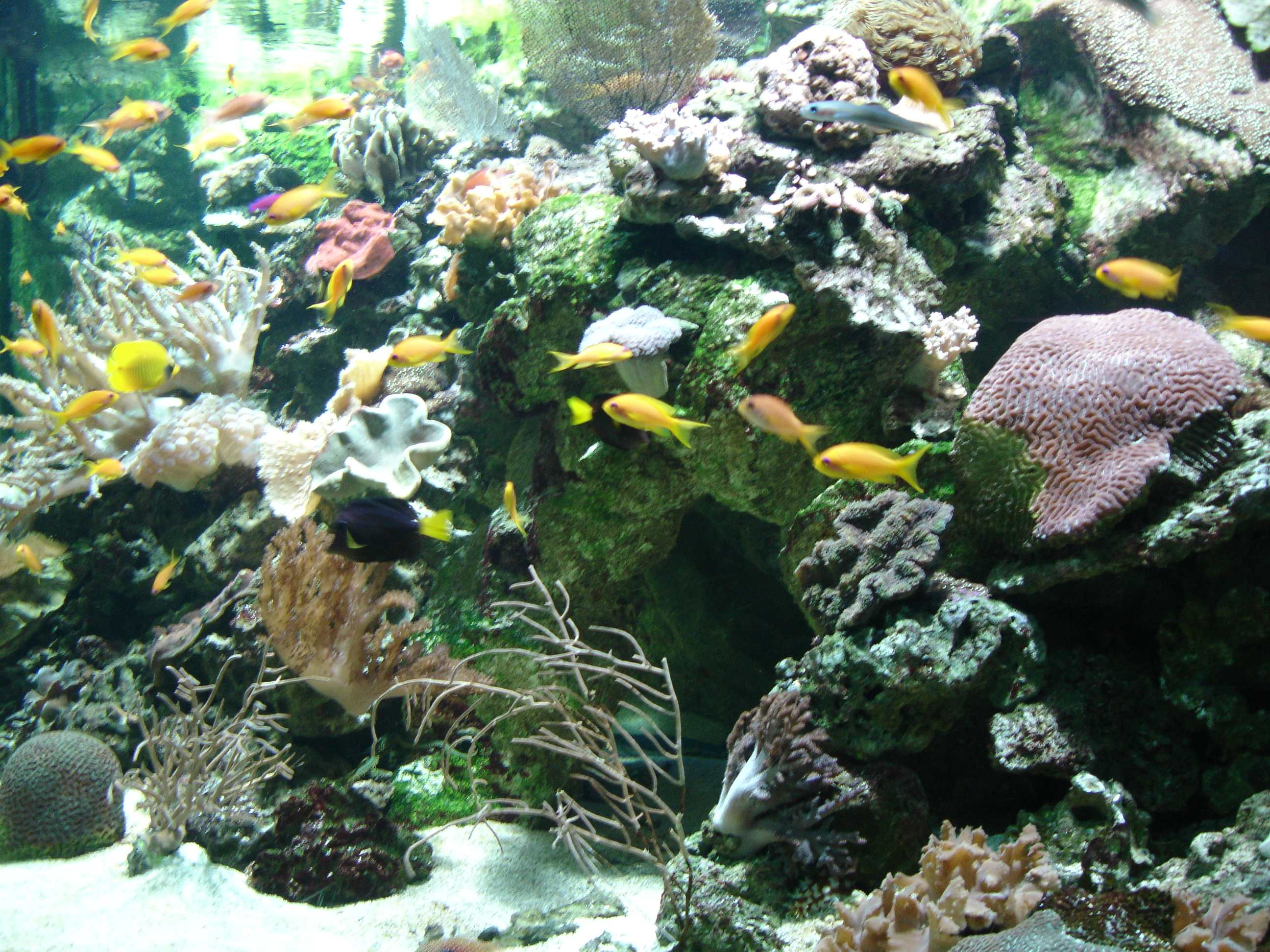
Aquário marinho de arrecifes.

É necessário efetuar trocas regulares de água em um aquário, pois as bactérias se encarregam de degradar o amoníaco e transformar os nitritos em nitratos. Estes últimos se acumulam pouco a pouco no aquário, podendo alcançar valores excessivos que poderiam ser tóxicos para os peixes. A taxa de nitratos deve ser sempre inferior a 50 mg/l.
Os nitratos são consumidos por plantas aquáticas e pelas algas. Contudo, o consumo das plantas não basta para eliminar todos os nitratos. Em geral, só as trocas de água, regularmente, permitem obter taxas aceitáveis.
Por outro lado, as trocas de água permitem o fornecimento de sais minerais necessários aos peixes e às plantas. Se não é renovada a água, eles se esgotam pouco a pouco no meio fechado do aquário. O ritmo e a quantidade de trocas de água são variáveis segundo a população do aquário e as condições de manutenção. É aconselhado, geralmente, trocar 10% da água toda semana, ou 20% a cada 15 dias. Esta porcentagem deve ser aumentada se, por exemplo, as taxas de nitrato se elevarem demasiado. No entanto, jamais deve-se trocar a água toda de uma vez só

#### Limpeza das paredes
Por questões estéticas, mas também para a manutenção da vida no interior do aquário, tem de ser feita a limpeza das paredes. Sendo o vidro ou o acrílico materiais sobre os quais as algas se estabelecem facilmente, convém limpá-los regularmente para evitar sua proliferação duradoura, pois as algas dificultam a entrada da luz no aquário, e as plantas não sobrevivem sem luz.

## Alimentação

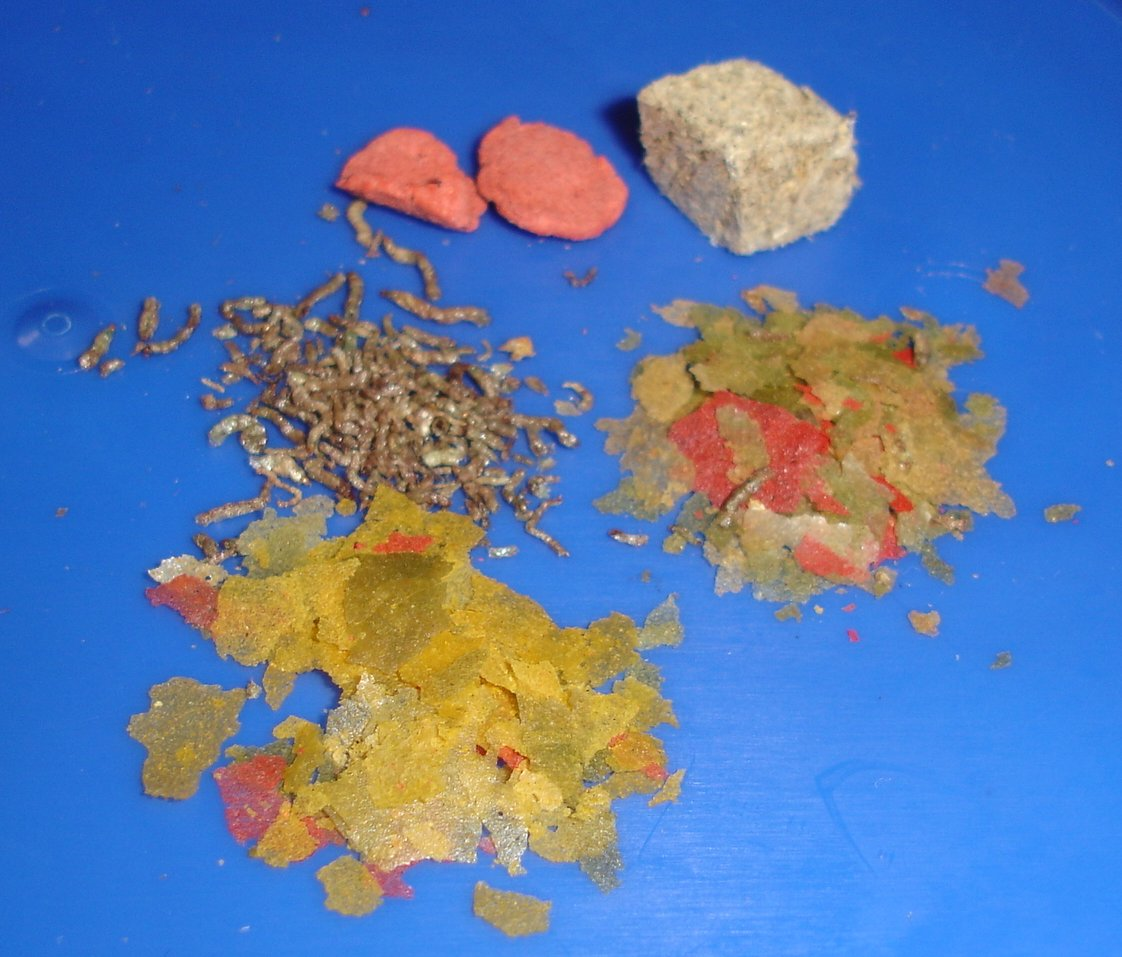
Alimentos para peixes.

Cada espécie de peixe tem suas próprias exigências, ainda que a maioria se alimente de presas vivas que complementam com preparados inertes e vegetais (folhas de alface, de espinafre, algas, etc.).
O excesso de alimento pode ser mais prejudicial para os peixes que a má qualidade da água. Alimentados em excesso, os peixes acumulam gorduras que só servirão para encurtar sua vida. Muitas vezes, o peixe não come toda a ração, já que, colocada em excesso, suja a água, comprometendo a saúde dos seus inquilinos.
A ração de um peixe deve ser elaborada em função de seu gosto e exigência, algumas delas são:
- Alimento artificial - existem diversos tipos de alimentos industriais para as exigências dos mais diferentes tipos de peixes. Sua utilização é fortemente recomendada em todos os casos, como complementação podem ser utilizados os tipos abaixo.
- Alimentos frescos - carne de peixe, carne crua, ovos de peixe, mexilhões, vegetais, etc.
- Presas vivas - larvas aquáticas, larvas de insetos, pequenos crustáceos, tubifex, etc.

## Ecologia
A ecologia ideal do aquário reproduz o equilíbrio que se encontra na natureza em um sistema fechado. Na prática, é quase impossível manter um equilíbrio total. Como exemplo, uma relação equilibrada de presa-predador é quase impossível de manter, inclusive nos grandes aquários. Normalmente, o cuidador do aquário deve tomar medidas para manter o equilíbrio neste pequeno ecossistema contido no aquário. É mais fácil manter o equilíbrio em grandes aquários, daí a preferência dos aficionados por grandes depósitos.

### Ciclo do azoto

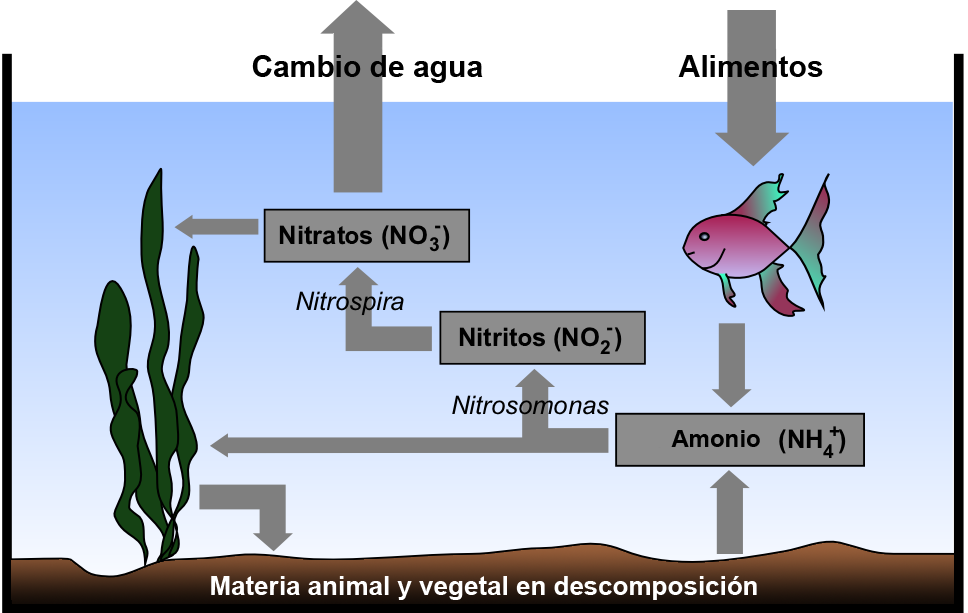
Representação do ciclo do nitrogênio em um aquário.

Esquema do ciclo do nitrogênio em um aquário.

Um assunto essencial no estudo da vida no interior de um aquário é a gestão dos resíduos biológicos produzidos pelos habitantes do aquário. Peixes, invertebrados, fungos e algumas bactérias excretam resíduos nitrogenados em forma de amoníaco (que se pode transformar em amônio, dependendo da composição química da água) que deve passar pelo ciclo do nitrogênio. Também se produz amoníaco através da decomposição das plantas e da matéria animal, incluindo fezes e outros detritos. Os dejetos nitrogenados, em altas concentrações, tornam-se tóxicos para os peixes e outros habitantes do aquário.
Um depósito bem equilibrado contém organismos que podem metabolizar os dejetos de outros residentes do aquário. Os resíduos nitrogenados que são produzidos em um aquário são metabolizados por bactérias nitrificantes (gênero Nitrosomonas) que capturam o amoníaco da água e o metabolizam para produzir nitritos. Os nitritos também são altamente tóxicos para os peixes em taxas elevadas. Outro tipo de bactéria (gênero Nitrospirae) converte os nitritos em nitratos, menos tóxicos.
Além das bactérias, as plantas aquáticas também eliminam os resíduos nitrogenados metabolizando o amoníaco e os nitratos. Quando as plantas metabolizam compostos do nitrogênio, eliminam este elemento da água, convertendo-o em biomassa. No entanto, isto é somente temporário, já que as plantas voltam a expulsar o nitrogênio na água quando as folhas velhas se decompõem, por exemplo.
Ainda que informalmente seja chamado de ciclo do nitrogênio pelos estudiosos, este processo é, na verdade, apenas parte de um ciclo maior. O acúmulo de nitratos nos aquários caseiros exige que o cuidador realize trocas periódicas da água, retirando a água rica em nitratos e preenchendo com água pobre ou sem nitratos.
Os aquários, frequentemente, não contêm as populações de bactérias necessárias para "limpar" os resíduos nitrogenados dos habitantes do depósito. Este problema é mais ou menos solucionado por duas formas de filtração: os filtros de carbono ativo absorvem os compostos de nitrogênio e outras toxinas da água, enquanto os filtros biológicos proporcionam um meio especial para a colonização das bactérias nitrificantes desejadas.

### Outros ciclos de nutrientes
O nitrogênio não é o único nutriente que circula por um aquário. O oxigênio dissolvido entra no sistema pela superfície da água em contato com o ar, ou mediante uma bomba de ar. O dióxido de carbono abandona o sistema, também, pelo ar. O ciclo do fosfato é um importante ciclo de nutrientes que também aqui se efetua, ainda que seja frequentemente ignorado. O enxofre, o ferro e outros micronutrientes também circulam pelo sistema, entrando como comida e saindo como dejetos. O controle apropriado do ciclo de nitrogênio e a adição correta de comida, deve ser suficiente para manter os outros ciclos de nutrientes próximos do equilíbrio.

## Aquários públicos

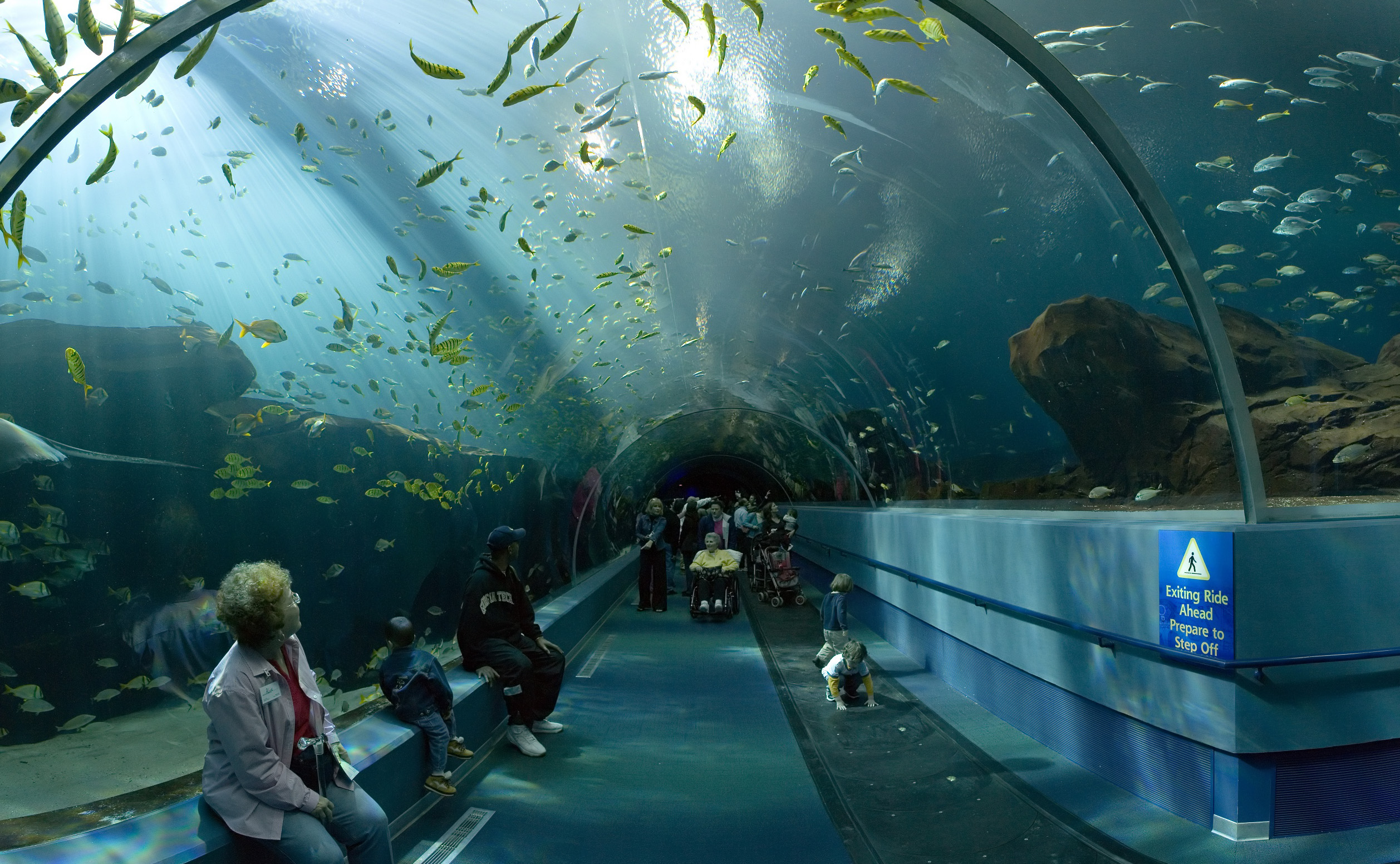
Georgia Aquarium, nos Estados Unidos - Túnel de viagem ao oceano.

Os aquários públicos são instalações abertas ao público para ver espécies aquáticas em aquário. A maior parte dos aquários públicos apresenta uma determinada quantidade de tanques menores , assim como um ou mais depósitos maiores. Os depósitos maiores têm capacidade de comportar milhões de litros de água e espécies grandes, incluindo golfinhos, tubarões ou baleias. Os animais aquáticos e semi-aquáticos (lontras, pinguins etc.), podem ser encontrados, também, em aquários públicos.
Desde o ponto de vista operacional, um aquário público é similar em muitos aspectos a um zoológico ou museu. Um bom aquário terá exposições especiais para atrair os visitantes, além de sua coleção permanente. Alguns têm sua própria versão de "zoo para tocar", por exemplo, o Monterey Bay Aquarium, na Califórnia, tem um depósito superficial cheio de tipos comuns de raias, e o público pode "tocar" sua pele quando passam.
Como os zoológicos, os aquários normalmente têm um corpo especializado de pesquisadores que estudam os costumes e a biologia das espécies. Nos últimos anos, os grandes aquários têm tentado adquirir e criar diversas espécies de peixes do oceano aberto, inclusive cnidários, como as medusas, uma tarefa difícil, uma vez que estas criaturas nunca antes encontraram superfícies sólidas como a parede de um aquário, e ainda não adquiriram o instinto para se afastarem das paredes e não chocarem com elas.
O primeiro aquário público abriu em Regent's Park, Londres, em 1853. Phineas Taylor Barnum o seguiu rapidamente com o primeiro aquário americano, aberto na Broadway, Nova Iorque. A maior parte dos aquário públicos se localizam perto do oceano, para ter uma colaboração constante da água do mar natural. Um aquário pioneiro, no interior, foi o Shedd Aquarium de Chicago, que recebia a água do mar transportada por um trem.
Em janeiro de 1985, Kelly Tarlton iniciou a construção do primeiro aquário a incluir um grande túnel acrílico transparente, em Auckland, na Nova Zelândia, uma tarefa que necessitou de 10 meses e custou três milhões de dólares neozelandeses. O túnel de 110 metros foi construído com folhas de plástico de fabricação alemã que moldavam ali um grande túnel. Atualmente, uma esteira rolante transporta os visitantes e os grupos escolares que, ocasionalmente, passam a noite ali, sob os tubarões e raias.
Alguns aquários públicos se afiliam frequentemente a instituições oceanográficas importantes ou conduzem seus próprios programas de investigação, e normalmente se especializam nas espécies e ecossistemas que podem encontrar nas águas locais.